# Pavle Kozjek
Pavle Kozjek (Setnica, 15 de enero de 1959 – 25 de agosto de 2008) fue un alpinista y fotógrafo esloveno.

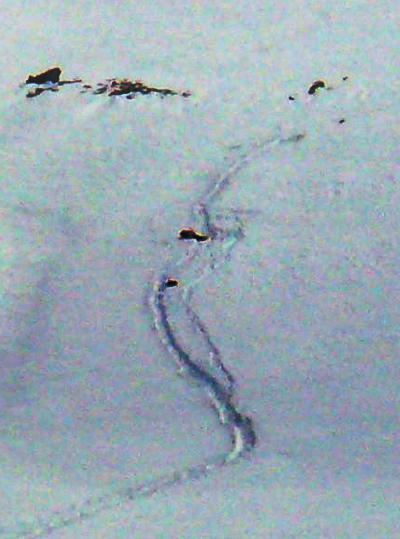
Los tiroteos de Nangpa La: Kelsang Namtso tirado en la nieve después de haber sido asesinado a tiros, foto de Pavle Kozjek.

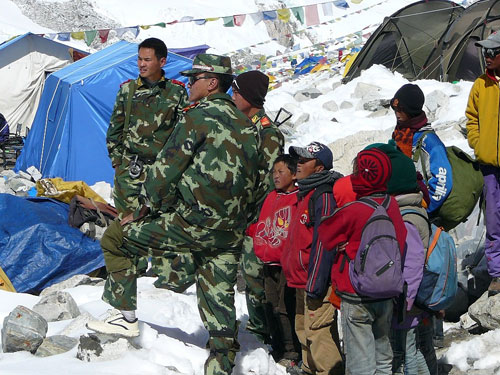
Foto del 17 de diciembre de 2006 de Pavle Kozjek de niños refugiados tibetanos capturados tras el asesinato de una monja adolescente tibetana tiroteada por la espalda a unos cientos de metros de distancia.

Kozjek se hizo miembro del Club Alpino de Ljubljana Matica. En 1997, se convirtió en el primer escalador esloveno en coronar el Everest sin oxígeno. En octubre de 2006, dirigió una nueva ruta por la cara sureste de Cho Oyu en menos de 15 horas y tomó fotografías de los tiroteos de Nangpa La -una emboscada de peregrinos tibetanos desarmados por parte de la Guardias fronterizos chinos intentando salir del Tíbet a través del paso Nangpa La. Por su colaboración, recibió el premio del público de Piolet de Oro de 2006.
En agosto de 2008, Kozjek participó en una expedición con Dejan Miškovič y Gregor Kresal intentando ascender la Torre Muztagh del Karakoram, Pakistán. El 25 de agosto de 2008, se cayó desde una cornisa de la montaña y se reportó su muerte pocos días después. Fue el 19º esloveno en fallecer en los Himalayas.